# Birnir Snær Ingason
Birnir Snær Ingason, född 4 december 1996, är en isländsk fotbollsspelare som spelar för KA Akureyri. 

## Klubbkarriär
Ingason startade sin fotbollskarriär i Fjölnir på Island.  

### Knattspyrnufélagið Víkingur
Till säsongen 2022 skrev Ingason på ett kontrakt med den isländska fotbollsklubben Víkingur. Hans genombrott kom säsongen därefter 2023 då han på 22 matcher gjorde 11 mål.

### Halmstads BK
Den 22 januari 2024 skrev Birnir Snær på ett treårskontrakt med den svenska klubben Halmstads BK. Under hans första säsong spelade han 26 matcher och stod för 4 mål.

## Landslagskarriär
Birnir Snær debuterade för Islands seniorlandslag den 13 januari 2024 när han startade mot Guatemala i en vänskapsmatch.